# Луксор
Луксор (арап. الأقصر al-Uqsur, „град палата“, вероватно од арап. القصور al-qusūr) је град у Египту у гувернорату Луксор. Према процени из 2008. у граду је живело 469.440 становника.
Луксор се налази на реци Нил. У и око Луксора налазе се нека од најважнијих археолошких налазишта Египта.
Древни Египћани су Луксор звали Васет. Грци су овај град назвали Теба. Због великог и значајног археолошког налазишта туризам је најзначајнија привредна делатност.
Код града постоји међународни аеродром за чартер летове. Већина туриста овде започиње или завршава туристичко крстарење Нилом.

## Становништво
Према процени, у граду је 2008. живело 469.440 становника.
| 1986.   | 1996.   | 2006.   |
| ------- | ------- | ------- |
| 274.074 | 360.503 | 451.318 |

## Знаменитости
Храм у Луксору је храм у част бога Амона, подигнут у време фараона Аменофиса III. Један од гранитних обелиска, који су стајали испред храма, данас стоји на Тргу Конкорд у Паризу
На шеталишту поред обале Нила је 1886. подигнут хотел Винтер палас у викторијанском стилу.

## Галерија
- Хотел Винтер палас
- Храм у Луксору, са статуом Рамзеса II и обелиском
- Храм у Луксору
- Залазак сунца над Нилом у Луксору